# طبريجان (شيروان)
طبریجان (بالفارسية: طبریجان) هي مستوطنة تقع في إيران في قسم شیروان الريفي. يقدر عدد سكانها بـ 503 نسمة.